# Watching the River Flow
Watching the River Flow – piosenka skomponowana przez Boba Dylana, nagrana przez niego w marcu 1971 r. i wydana na albumie Bob Dylan’s Greatest Hits Vol. II w listopadzie 1971 r., oraz na singlu w czerwcu tego samego roku.

## Historia i charakter utworu
Piosenka ta została nagrana na 11 sesji do albumu New Morning w Blue Rock Studios w Nowym Jorku pomiędzy 16 a 18 marca 1971 r. Oprócz niej nagrał Dylan wtedy jeszcze When I Paint My Masterpiece i prawdopodobnie Spanish Harlem, That Lucky Ol’ Sun, Alabama Bloud, Blood Red River oraz Rock of Ages (wszystkie te wersje poza When I Paint My Masterpiece zostały odrzutami). Producentem sesji był Leon Russell.
Bohaterem piosenki jest człowiek, który oskarża siebie za brak publicznego zaangażowania i rozważa zmianę swojej postawy z biernego obserwatora na człowieka działającego w społeczeństwie. Sam tytuł piosenki – Patrząc na płynącą rzekę – znakomicie oddaje pasywny stan ducha bohatera, który pozostawił wszystko „za sobą”.
Piosenka ta potwierdza kryzys jaki przechodził wówczas Dylan, zarówno jako twórca, jak i wykonawca. Sam nawet na początku piosenki zadaje pytanie „co się ze mną dzieje?” („what’s the matter with me?”). Przypomina to wers z wielu bluesów „Co się z tobą dzieje?” („what’s the matter with you?”).
Dylan rozpoczął wykonywać tę piosenkę publicznie podczas światowej tury koncertowej w 1978 r. Następnie po 10-letniej przerwie wykonywał ten utwór podczas tournée z Grateful Dead i na następnych turach koncertowych.

## Muzycy
sesja jedenasta
- Bob Dylan – pianino, gitara, harmonijka, wokal
- Leon Russell – pianino, gitara basowa
- Joey Cooper – gitara
- Don Preston – gitara
- Carl Radle – gitara basowa
- Chuck Blackwell – perkusja

## Dyskografia
singiel
- Watching the River Flow/Spanish Is the Loving Tongue Columbia 4-45409; CBS 7329

album
- Where We Live 2003 (album różnych wykonawców)

## Wykonania piosenki przez innych artystów
- Seatrain – Watch (1973)
- Joe Cocker – Luxury You Can Afford (1978)
- Ole „Fesser” Lindgreen – Best of Fesser’s City Band (1986)
- Heart of Gold Band – Double Dose (1989)
- Gadd Gang – Gadd Gang (1991)
- Candy Kane – Knockout (1995)
- Dan Papaila – Full Circle (1997)
- Chris Farlowe na albumie różnych wykonawców Wine, Women, and Song (1998)
- Leon Russell na albumie różnych wykonawców Tangled Up in Blues: The Songs of Bob Dylan (1999)
- Steve Forbert – The I-10 Chronicles, Volume 2: One More for the Road (2001)

## Listy przebojów
| Rok           | Singel                  | Lista             | Pozycja |
| ------------- | ----------------------- | ----------------- | ------- |
| czerwiec 1971 | Watching the River Flow | Billboard Hot 100 | 41      |